# Proteolipid-Protein
Das Proteolipid-Protein 1 – aufgrund seiner starken hydrophoben Eigenschaften auch als Lipophilin bezeichnet – ist das auf die Masse bezogen am häufigsten vorkommende Protein der Myelinscheide der Nervenzellen. Es ist ein Transmembranprotein mit vier Transmembran-Domänen.
Im Rahmen der stammesgeschichtlichen Differenzierung wurde es außergewöhnlich gut „konserviert“, sodass dieses Protein bei Maus und Mensch zu 100 Prozent identisch ist.
Es besitzt eine molare Masse von 30.000 Dalton und bewirkt als Membranprotein eine Stabilisierung der Myelinscheide. Das Proteolipid-Protein ist durch einen hohen Anteil an apolaren Aminosäuren ausgezeichnet. Diese strukturelle Besonderheit sowie die kovalente Bindung an Fettsäuren erklärt seine ungewöhnlich gute Löslichkeit in organischen Lösungsmitteln, die zum Teil der von Lipiden entspricht.
Punktmutationen im PLP-Gen können bei der Maus wie beim Menschen zu ausgeprägten Myelinisierungsstörungen führen. Beim Menschen äußern sich diese als Pelizaeus-Merzbacher-Krankheit (PMK), einer Erkrankung, die bei Hunden als shaking pup bezeichnet wird. Eine andere mögliche Folge ist eine spastische Spinalparalyse.
Aber nicht nur Mutationen oder ein Fehlen des PLP-Gens, sondern auch Verdoppelungen des Gens führen zu einer leichteren Form dieser X-chromosomal Erbkrankheit. Verdreifachungen oder auch Verfünffachungen des Gens führen zu einer seltenen, ausgeprägten Form der PMK.
PLP-Knockout-Mausmutanten entwickeln sich zunächst unauffällig und werden deutlich älter als ein Jahr, womit gezeigt wurde, dass PLP für die Myelinbildung nicht unabdingbar notwendig ist, sondern zunächst nur die Stabilität der Myelinmembran fördert. Im Alter von über einem Jahr kommt es als Zeichen der fortschreitenden axonalen Dysfunktion zu neurodegenerativen Erscheinungen wie Ataxie und Lähmungen. 